# CA-825
La CA-825 es una carretera de Cantabria que funciona como variante sur de la carretera a Alto Campoo hasta la altura de Espinilla. Es de doble sentido, con una anchura máxima de 2,7 m por carril; y durante la mayor parte de su recorrido tiene una vía peatonal al mismo nivel.

## Conexiones
Comienza en la carretera CA-183 mediante un desvío y finaliza en una rotonda de la CA-280. En su recorrido, cruza Nestares, Villacantid y Barrio.